# Estrela Dalva
Estrela Dalva é um município brasileiro do estado de Minas Gerais. Sua população estimada em 2004 era de 2.703 habitantes.

## Geografia

### Relevo e clima
| - Relevo - Altitude máxima: Serra da Boa Vista – 712 m - Altitude mínima: Foz Corrego Cachoeira – 190 m - Ponto central: 222 m | - Topografia - Plano: 9% - Ondulado: 11% - Montanhoso: 80% |

O clima é do tipo tropical com chuvas durante o verão e temperatura média anual em torno de 23,5 °C, com variações entre 18 °C (média das mínimas) e 31 °C (média das máximas).
- Índice médio pluviométrico anual: 1564 mm (ALMG)

### Hidrografia
- Rio Paraíba do Sul

### Rodovias
- BR-393

### Demografia
Dados do Censo - 2000
População Total: 2.674
- Urbana: 1.801
- Rural: 873
- Homens: 1.338
- Mulheres: 1.336

(Fonte: AMM)
Densidade demográfica (hab./km²): 20,2
Mortalidade infantil até 1 ano (por mil): 31,4
Expectativa de vida (anos): 69,1
Taxa de fecundidade (filhos por mulher): 2,1
Taxa de Alfabetização: 78,7%
Índice de Desenvolvimento Humano (IDH-M): 0,731
- IDH-M Renda: 0,659
- IDH-M Longevidade: 0,735
- IDH-M Educação: 0,799

(Fonte: PNUD/2000)

## História
O município originou-se a partir do antigo Arraial dos Maias. Em 1882, o povoado que se formou em volta da estação ferroviária da Estrada de Ferro Pirapetinga (posteriormente Estrada de Ferro Leopoldina) tornou-se distrito com o nome de São Sebastião da Estrela. Em 1953, emancipou-se do município de Volta Grande com o nome de Estrela Dalva (ALMG).

## Observações
Nota linguística: Segundo as normas ortográficas vigentes da língua portuguesa, este topônimo deveria ser grafado como Estrela-d'Alva.
- topônimo: topónimo